# Вацлав Лещинський (канцлер)
Ва́цлав Лещи́нський (пол. Wacław Leszczyński; 1576—17 травня 1628) — державний діяч Речі Посполитої. Представник шляхетського роду Лещинських гербу Венява. Син Рафала Лещинського і Анни Завадзької. Великий канцлер коронний (1625–1628), сенатор. Великий підканцлер коронний (1620–1625). каліський каштелян (1616–1618) і воєвода (1618–1620), генеральний староста великопольський (1628). Староста берестейський, варецький, гродецький і кам'янецький. Виховувався у кальвіністській родині, патронував чеських братів, але 1601 року перейшов на католицтво. Батько архієпископа і канцлера Анджея Лещинського. Помер у Познані, Польща.